# 승원여객
승원여객(乘院旅客)은 서울특별시 송파구에 연고를 둔 종로구의 옛 시내버스 회사였다. 본사 및 차고지는 서울특별시 송파구 장지동 92번지에 위치해 있었고, 사업자등록은 서울특별시 종로구 효제동 297-1번지로 되어있었다.

## 주요 연혁
- 1965년: 동일여객(東一旅客)이라는 상호로 회사를 설립하였다.
- 1971년: 동일여객에서 승원여객(乘原旅客)으로 상호를 변경하였다.
- 1994년 7월 1일: 의정부영업소를 대원여객에 매각하였다.[1]
- 1999년 12월 31일: 부실경영으로 인하여 서울특별시의 명령에 의해 강제퇴출과 함께 폐업하였고 동시에 운행 노선은 서울버스가 계승하였다.

## 과거 운행노선

### 도시형버스
- 12번: 의정부시 ↔ 종로5가《훗날 지선버스 1151번》
- 14번: 장지동 ↔ 광화문
- 63번: 장지동 ↔ 노유동《훗날 지선버스 3219번, 현 지선버스 3426번》
- 63-1번: 장지동 ↔ 혜화동《현 간선버스 301번》
- 63-2번: 장지동 ↔ 압구정동
- 421번: 거여동 ↔ 수서역《훗날 도시형버스 821번, 현 지선버스 3416번》

### 좌석버스
- 712번: 의정부 ↔ 종로5가